# Liste der Ehrenbürger von Wald (Oberpfalz)
Die Ehrenbürgerschaft ist die höchste Auszeichnung, die die Oberpfälzer Gemeinde Wald vergeben kann.
Seit 1955 wurden folgende zehn Personen zu Ehrenbürgern ernannt.
Die Auflistung erfolgt chronologisch nach Datum der Zuerkennung.

## Die Ehrenbürger der Gemeinde Wald
1. Theresia Schricker († 12. August 1990)
Oberlehrerin
Verleihung 1955
Schricker war vom 1. Mai 1930 bis 31. August 1945 sowie vom 20. Mai 1948 bis 1. Mai 1961 als Lehrerin an der Volksschule von Wald tätig. Zur Ehrenbürgerin wurde sie anlässlich ihres 25-jährigen Dienstjubiläums ernannt.
2. Pfarrer Krauß († November 1980)
Pfarrer
Verleihung 1960
Krauß wirkte in der Gemeinde Wald vom 1. Februar 1941 bis 31. März 1978 als Pfarrer seelsorgerisch. Anlässlich des 25. Jahrestages seiner Priesterweihe bekam er die Ehrenbürgerrechte zuerkannt.
3. Johann Prokosch († 7. Februar 1982)
Hauptlehrer
Verleihung 1964
Prokosch war 15 Jahre vom 1. November 1949 bis 22. Juli 1964 als Lehrer an der Volksschule von Wald tätig. Aus Anlass seiner Verabschiedung wurde er zur Ehrenbürger ernannt.
4. Erwin Warta
Rektor
Verleihung 1971
Warta wirkte vom 3. August 1946 bis zum 31. Mai 1985 als Lehrer und Rektor an der Schule in Wald. Anlässlich seines 25-jährigen Dienstjubiläums wurde er zum Ehrenbürger ernannt.
5. Helmut Gröninger
Pfarrer
Verleihung 1974
Gröninger war elf Jahre, von 1963 bis 1974 Pfarrer der Expositur Süssenbach. Er bekam die Ehrenbürgerschaft anlässlich seiner Verabschiedung verliehen.
6. Karl Flügel (* 20. August 1915 in Amberg; † 1. Juni 2004 in Mallersdorf)
Weihbischof
Verleihung im März 1979
Flügel war Weihbischof in der Diözese Regensburg und zugleich Titularbischof von Altiburo. Er lebte ab dem 24. April 1973 in Wald. Die Ehrenbürgerschaft bekam er für seine besonderen Verdienste um die Gemeinde und deren Bürger verliehen.
7. Alois Hauzenberger († 22. November 2004)
Bürgermeister
Verleihung 1983
Der aus Roßbach stammende Hauzenberger war von Dezember 1969 bis April 1990 Bürgermeister der Gemeinde. In seine Amtszeit fiel die Neugliederung der Gemeinde im Zuge der Gebietsreform. Wegen seiner großen Verdienste wurde er zum Ehrenbürger ernannt. Am 9. Juni 1990 bekam er außerdem den Titel Altbürgermeister der Gemeinde Wald verliehen.
8. Josef Amberger
Pfarrer
Verleihung 1994
Amberger war vom 1. April 1978 bis 31. August 1995 Pfarrer in Wald. Aus Anlass seines 25-jährigen Priesterjubiläums ernannte die Gemeinde ihn zu ihrem Ehrenbürger.
9. Max Gansbühler
Unternehmer
Verleihung im Januar 1997
Mit der Gründung der Firma MAC Jeans sowie als Förderer von Vereinen und Einrichtungen erwarb sich Gansbühler große Verdienste um die Gemeinde.
10. Harald Grill (* 20. Juli 1951 in Hengersberg)
Schriftsteller
Verleihung 2007
In Anerkennung seiner Verdienste als Schriftsteller in bayerischer Mundart und seiner Heimatverbundenheit.